# Saša Jakomin
Saša Jakomin, slovenski nogometaš, * 15. marec 1973, Koper.
Jakomin je večji del kariere igral v slovenski ligi za kluba Koper in Bonifika. Skupno je v prvi slovenski ligi odigral 211 prvenstvenih tekem in dosegel 62 golov. Igral je tudi za Unterhaching v drugi nemški ligi in Bregenz v avstrijski ligi.
Za slovensko reprezentanco je nastopil 28. aprila 2004 na prijateljski tekmi proti švicarski reprezentanci.